# Jan Schwarzbauer
Jan-Claudius Schwarzbauer (* 1966) ist ein deutscher Chemiker und Hochschullehrer. Er forscht vor allem in den Bereichen Umweltchemie und organische Geochemie. 

## Leben

### Jugend, Ausbildung und Privatleben
Schwarzbauer war kurzzeitig Kinderdarsteller und spielte 1980 unter der Regie von Ilse Hofmann und an der Seite von unter anderem Hermann Lause, Grete Wurm und Katrin Schaake im WDR-Fernsehfilm Die Welt in jenem Sommer mit. Hofmann und Drehbuchautor Robert Muller wurden für den Film mit dem Adolf-Grimme-Preis 1981 in Bronze ausgezeichnet. 
Sieben Jahre später immatrikulierte sich Schwarzbauer 1987 für ein Chemiestudium an der Universität Hamburg, das er 1993 mit dem Diplom abschloss. In Hamburg wurde er 1997 mit der Dissertation Screening, Identifizierung und quantitative Analyse organischer Substanzen in Sediment und Schwebstoff des Elbesystems zum Dr. rer. nat. promoviert. Seine Doktorväter waren Wittko Francke und Stephan Franke.
In seiner Freizeit betreibt Schwarzbauer die japanische Kampfsportart Judo. Er ist Judo-Abteilungsleiter beim SV Sportfreunde Aachen-Hörn 1948 e. V. und bestand 2014 in Haltern am See die Prüfung zum 4. Dan.

### Berufliche Karriere
Unmittelbar nach seiner Promotion wechselte Schwarzbauer 1998 an die RWTH Aachen, an der er seitdem die Arbeitsgruppe für organische Umweltgeochemie leitet. Im Juni 2004 habilitierte er sich dort. Anschließend war er Privatdozent und lehrt und forscht seit 2009 lehrt als außerplanmäßiger Professor am Lehrstuhl für Geologie, Geochemie und Lagerstätten des Erdöls und der Kohle.
Neben seinen universitären Verpflichtungen ist Schwarzbauer in mehreren Peer-Review-Publikationsprojekte des Springer-Verlages eingebunden: So zählte er beispielsweise im Jahr 2003 zu den Mitbegründern der Fachzeitschrift Environmental Chemistry Letters und ist nach wie vor einer von deren Chefredakteuren (editor-in-chief). Darüber hinaus gehört er dem Herausgebergremium (editorial board) der Fachzeitschrift Environmental Earth Sciences an und war im September 2012 Mitherausgeber (issue editor) einer monothematischen Spezialausgabe der Fachzeitschrift Journal of Soils and Sediments, die die Koevolution organischer Substanzen und Böden behandelte. Schließlich ist er außerdem Mitbegründer und Mitherausgeber (series editor) der Sammelwerkreihe „Environmental chemistry for a sustainable world“ (seit 2012) sowie der Monografienreihe „Fundamentals in organic geochemistry“ (seit 2015), zu denen er auch selbst bereits mehrere Bände beigesteuert hat.

## Forschungsinteressen
Schwarzbauers wissenschaftlicher Schwerpunkt liegt auf dem geochemischen Nachweis, der Quantifizierung sowie der Beschreibung und Nachverfolgung makromolekularer Verschmutzungen aquatischer Systeme (vorwiegend Flüsse) durch xenobiotisches organisches Material wie etwa synthetische Polymere, das häufig anthropogen eingetragen wird – beispielsweise durch kommunale und Industrieabwässer, Klärschlämme und Sickerwasser von Deponien. Hierbei kommen zumeist komponentenspezifische Isotopenanalysen zum Einsatz. Gleichzeitig analysiert Schwarzbauer auch Böden und fluviatile Sedimente. Er forscht in diesem Zusammenhang geochronologisch und erstellt anhand von Sedimentarchiven korrelierte Verschmutzungshistorien für Flusssysteme.

## Publikationen (Auswahl)
Sammelwerke in der Reihe „Environmental chemistry for a sustainable world“
- Eric Lichtfouse; Jan Schwarzbauer; Didier Robert (Hrsg.): Nanotechnology and health risk. Band 1, Springer-Verlag, 2012, ISBN 978-94-007-2441-9.
- Eric Lichtfouse; Jan Schwarzbauer; Didier Robert (Hrsg.): Remediation of air and water pollution. Band 2, Springer-Verlag, 2012, ISBN 978-94-007-2438-9.
- Eric Lichtfouse; Jan Schwarzbauer; Didier Robert (Hrsg.): Green materials for energy, products and depollution. Band 3, Springer-Verlag, 2013, ISBN 978-94-007-6835-2.
- Eric Lichtfouse; Jan Schwarzbauer; Didier Robert (Hrsg.): Pollutant diseases, remediation and recycling. Band 3, Springer-Verlag, 2013, ISBN 978-3-319-02386-1.
- Eric Lichtfouse; Jan Schwarzbauer; Didier Robert (Hrsg.): CO2 sequestration, biofuels and depollution. Band 5, Springer-Verlag, 2015, ISBN 978-3-319-11905-2.
- Eric Lichtfouse; Jan Schwarzbauer; Didier Robert (Hrsg.): Hydrogen production and remediation of carbon and pollutants. Band 6, Springer-Verlag, 2015, ISBN 978-3-319-19374-8.
- Eric Lichtfouse; Jan Schwarzbauer; Didier Robert (Hrsg.): Pollutants in buildings, water and living organisms. Band 7, Springer-Verlag, 2015, ISBN 978-3-319-19275-8.

Weitere Sammelwerke
- Eric Lichtfouse; Jan Schwarzbauer; Didier Robert (Hrsg.): Environmental chemistry. Green chemistry and pollutants in ecosystems. Springer-Verlag, 2005, ISBN 978-3-540-22860-8.

Monographien in der Reihe „Fundamentals in organic geochemistry“
- Jan Schwarzbauer; Branimir Jovančićević: Fossil matter in the geosphere. Band 1, Springer-Verlag, 2015, ISBN 978-3-319-11552-8.
- Jan Schwarzbauer; Branimir Jovančićević: From biomolecules to chemofossils. Band 2, Springer-Verlag, 2016, ISBN 978-3-319-27241-2.
- Jan Schwarzbauer; Branimir Jovančićević: Organic pollutants in the geosphere. Band 3, Springer-Verlag, 2018, ISBN 978-3-319-68937-1.
- Jan Schwarzbauer; Branimir Jovančićević: Introduction to analytical methods in organic geochemistry. Band 4, Springer-Verlag, 2020, ISBN 978-3-030-38591-0.

Weitere Monographien
- Jan Schwarzbauer: Organic contaminants in riverine and groundwater systems. Aspects of the anthropogenic contribution. Springer-Verlag, 2006, ISBN 978-3-540-31169-0.